# 최태호 (1915년)
최태호(崔台鎬, 1915년 ~ 1987년)는 대한민국의 아동문학가 겸 수필가이며 한때 초등교원과 중등교원을 지낸 대학 교수이다.

## 생애
호는 옥천(沃川)이다. 경기도 안성군에서 출생하였고 경기도 인천부에서 잠시 유년기를 보낸 적이 있는 그는 경성사범학교를 나왔고 일제강점기 말기에 보통학교 교사를 지낸 후 미군정 시기와 대한민국 정부 수립 초기에 초등교원과 중등교원을 지냈다. 1952년에 동화 작가로 등단하였고 1961년에는 수필가로 등단하였으며 이후 번역문학가로도 활동하였다. 1963년 8월, 초등 및 중등교원 직위에 전격 퇴임한 이후 초등학교 국어 교과서 편찬위원으로도 참여하였으며 이후 서울교육대학 교수와 국립중앙도서관 관장과 춘천교육대학 학장과 성동여자실업고등학교 교장을 지냈다.

## 주요 경력
- 前 서울 성동여자실업고등학교 교장
- 前 서울교육대학 교수
- 前 국립중앙도서관 관장
- 前 춘천교육대학 학장
- 前 인천교육대학 특임강사

## 이외 이력
- 前 한국독립당 문화예술행정특보위원(1964년 1월 ~ 1964년 6월)
- 前 신한민주당 문화예술행정특임고문(1985년 3월 ~ 1985년 6월)

## 작품

### 동화
- 《리터엉 할아버지》

### 수필
- 《애처론(愛妻論)》